# محاصره آلمان (۱۹۴۵–۱۹۳۹)

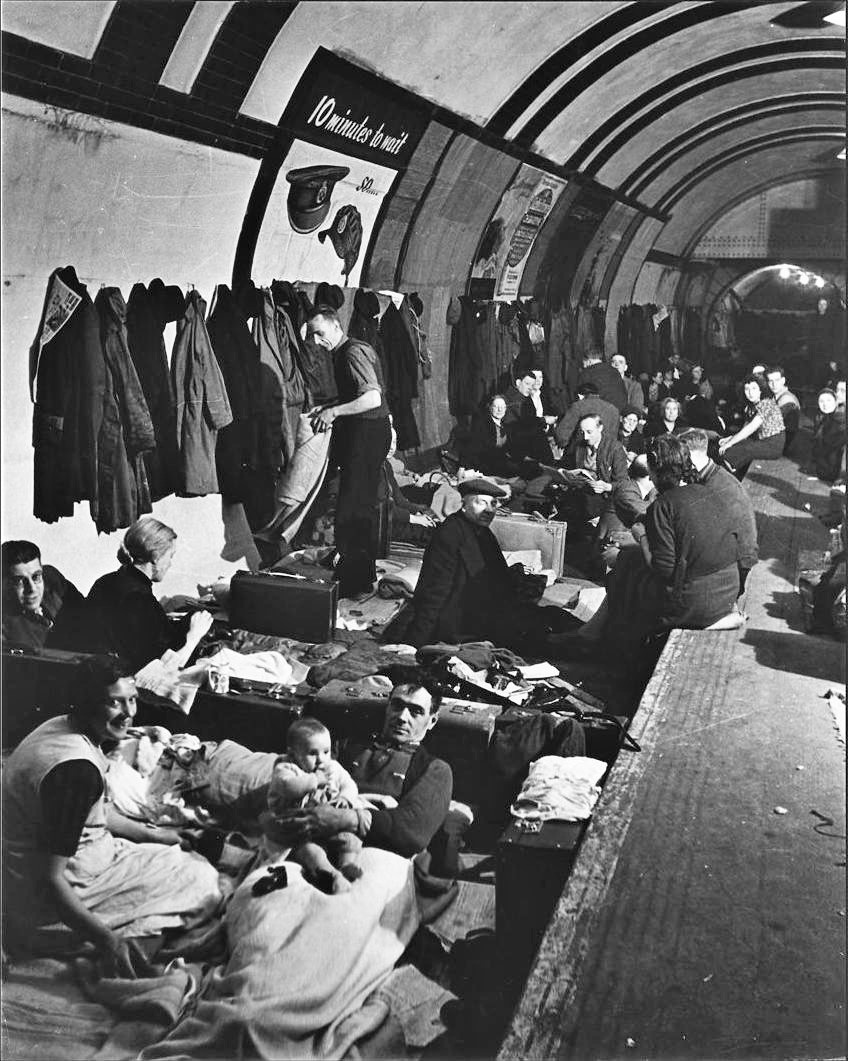

محاصرهٔ آلمان که با نام جنگ اقتصادی هم شناخته می‌شود، در طول جنگ جهانی دوم توسط بریتانیا و فرانسه انجام شد. هدف از این محاصره، محدود کردن واردات تدارکات معدنی، فلزات، مواد خوراکی و پارچه مورد نیاز آلمان نازی – و بعداً پادشاهی ایتالیا – بود. کلیت جنگ اقتصادی شامل یک محاصره دریایی بود که خود بخشی از نبرد آتلانتیک به‌شمار می‌رود. در طول محاصره و به منظور اجرای راهبرد زمین سوخته، متفقین جنگ جهانی دوم برای جلوگیری از فروش تدارکات به نیروهای محور، مواد اولیه کشورهای بی‌طرف در جنگ اما طرف معامله با نیروهای محور را ابتیاع نمودند.
این محاصره از چهار مرحلهٔ جداگانه تشکیل شده‌است. دورهٔ اول از سپتامبر ۱۹۳۹ شروع شده و تا پایان جنگ تصنعی ادامه داشت. در جنگ تصنعی، متفقین و نیروهای محور کشتی‌های بازرگانی بی‌طرف را متوقف کرده و جلوی رسیدن تدارکات را به دشمن می‌گرفتند. تا ژوئن ۱۹۴۱، نیروهای محور قادر به تهیهٔ اقلام حیاتی از راه اتحاد جماهیر شوروی بودند و تأثیر محاصره کمتر بود. دورهٔ دوم پس از تصرف سریع بیشتر خاک اروپا توسط نیروهای محور، که کنترل مراکز اصلی صنعتی و کشاورزی اروپا را اعطا کرد، آغاز شد. دورهٔ سوم از پایان سال ۱۹۴۱ و پس از شکل‌گیری اختلافات بین ایالات متحده و امپراتوری ژاپن شروع شد. آخرین دوره پس از شکست‌های سنگین نیروهای محور آغاز شد و به عقب‌نشینی تدریجی آن‌ها از مناطق تصرف‌شده انجامید. دلیل این عقب‌نشینی، حملات نظامی سنگین متفقین بود.

## نگارخانه

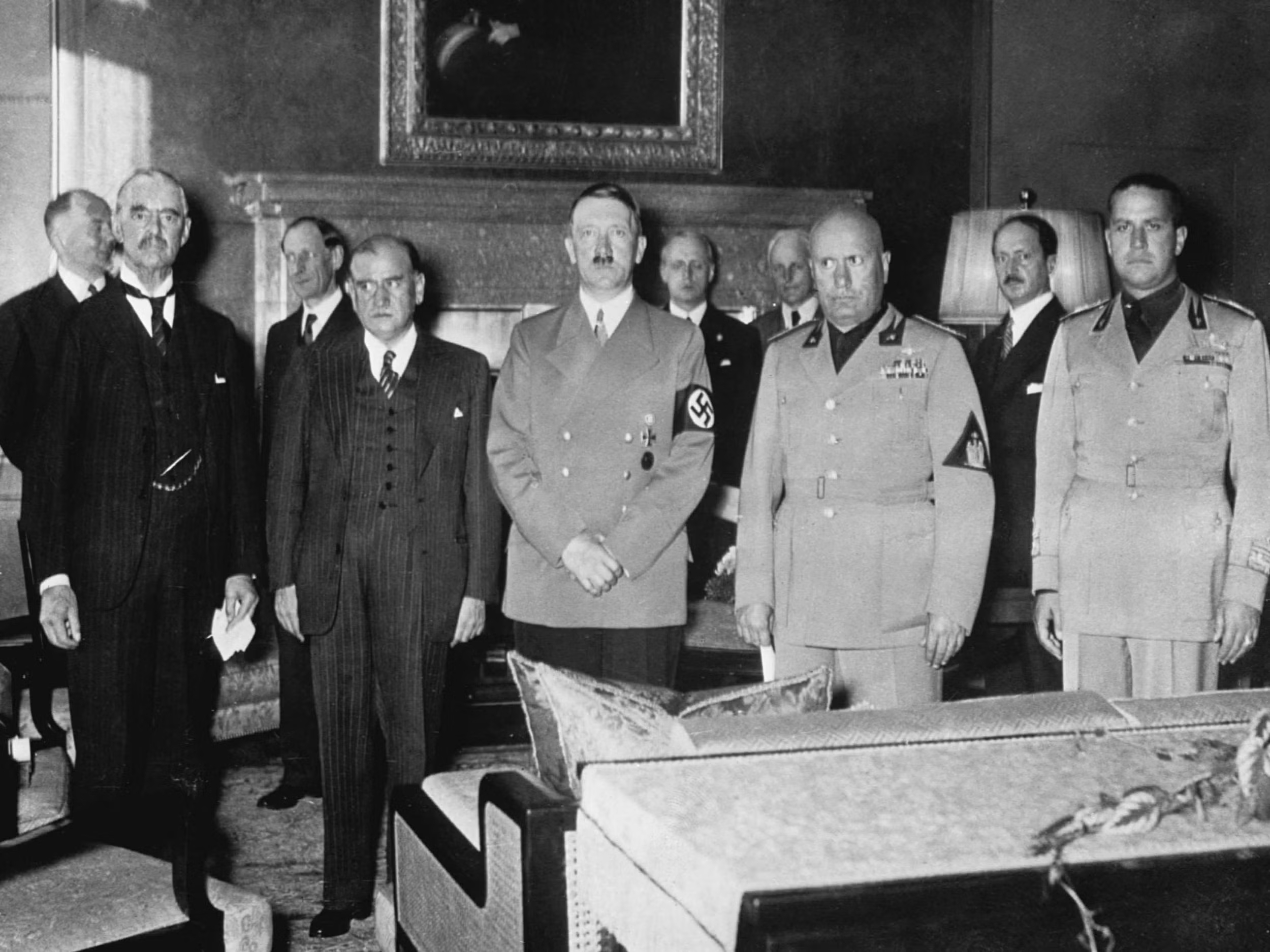
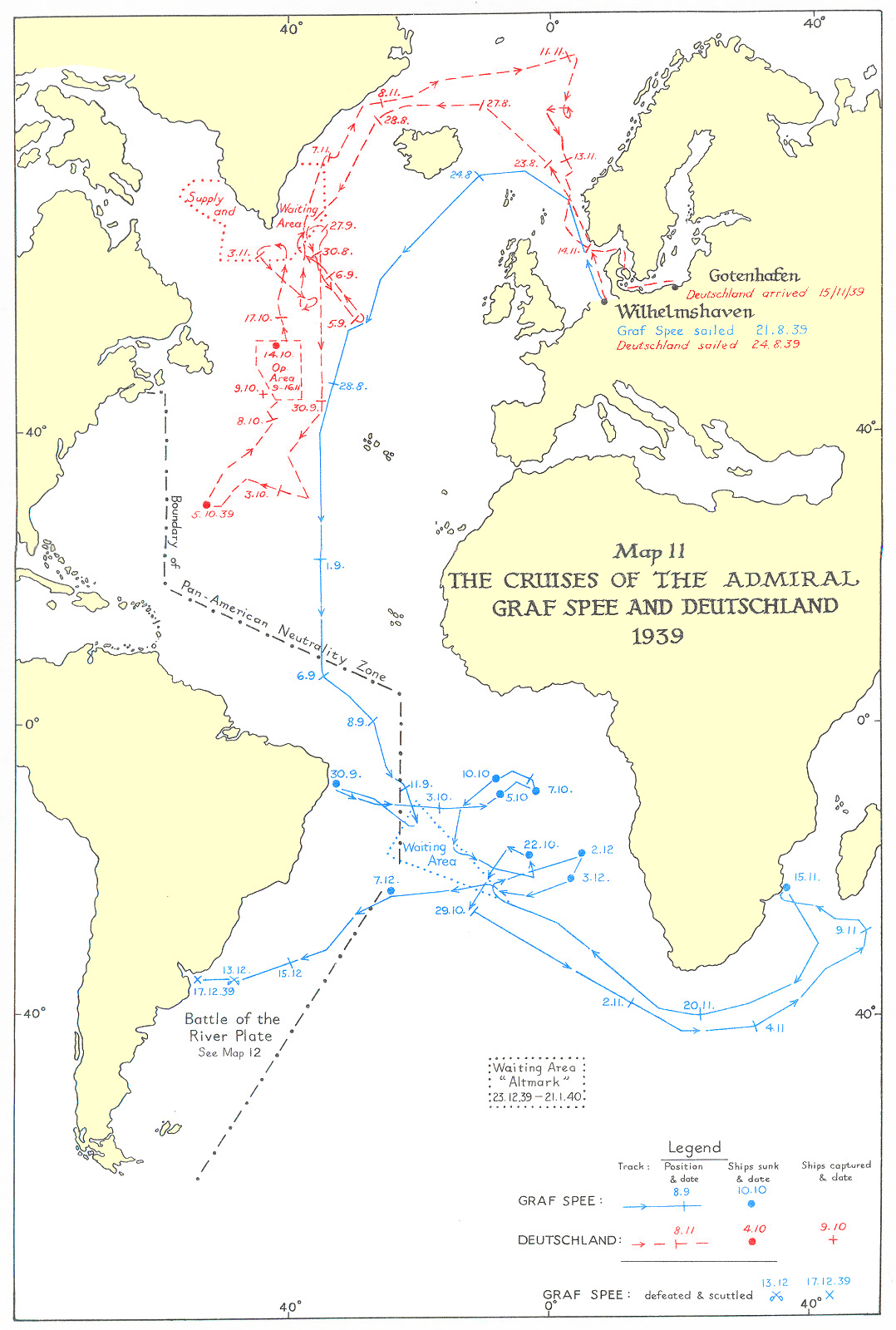
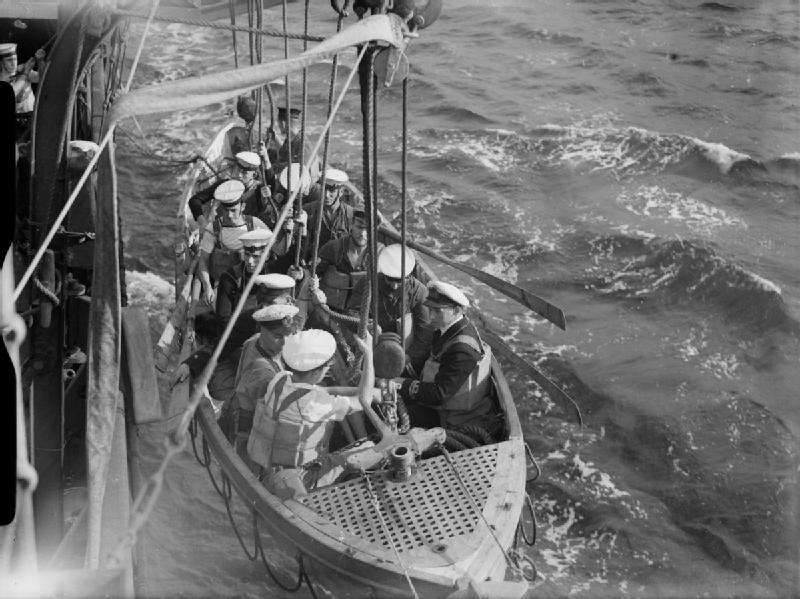
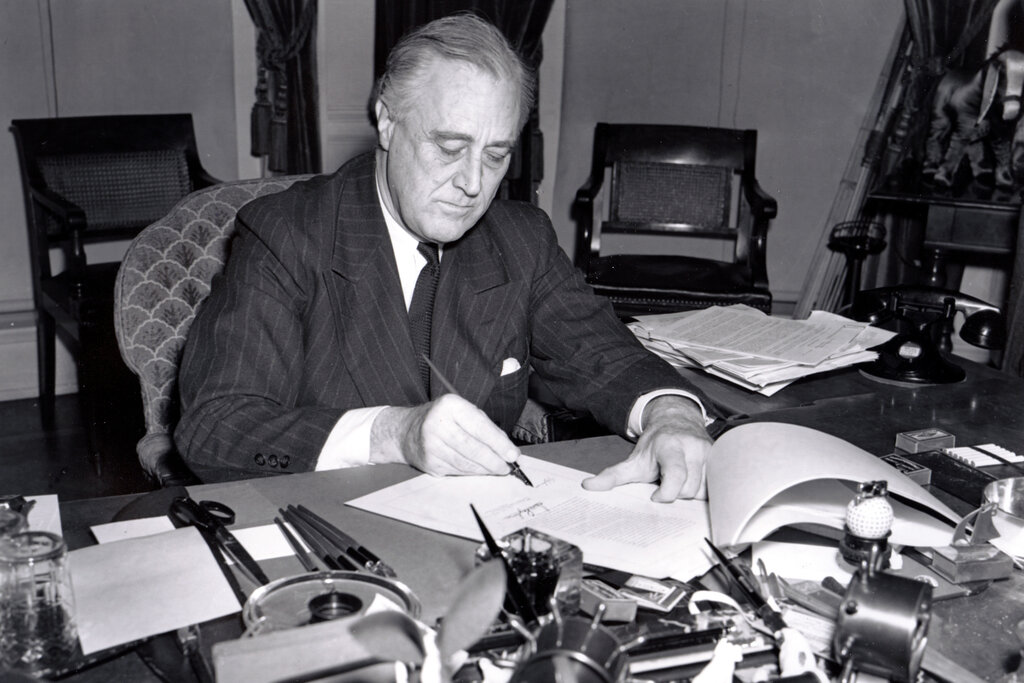
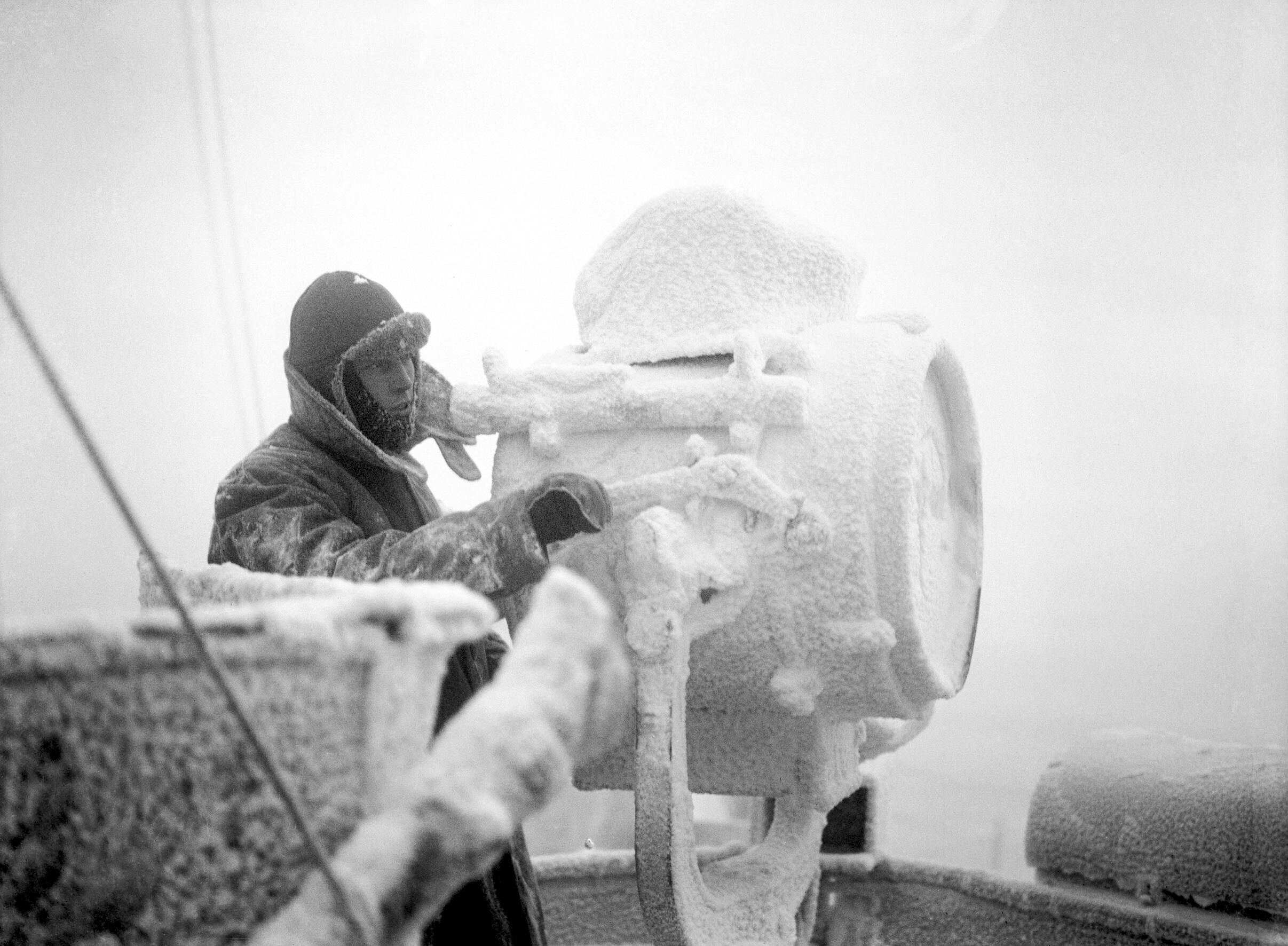
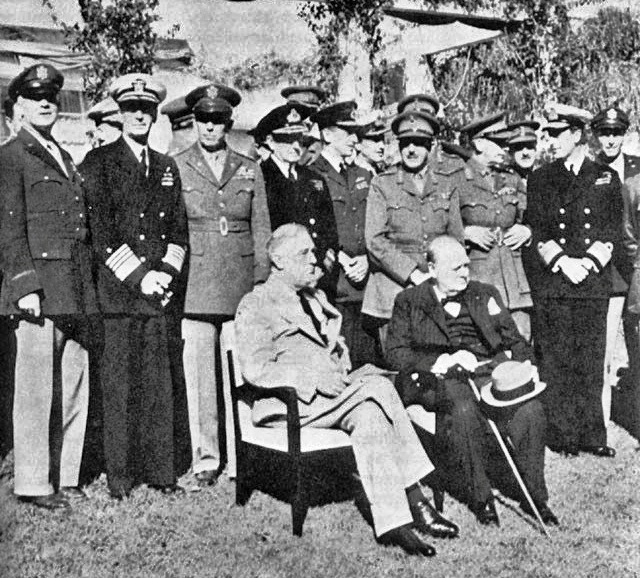
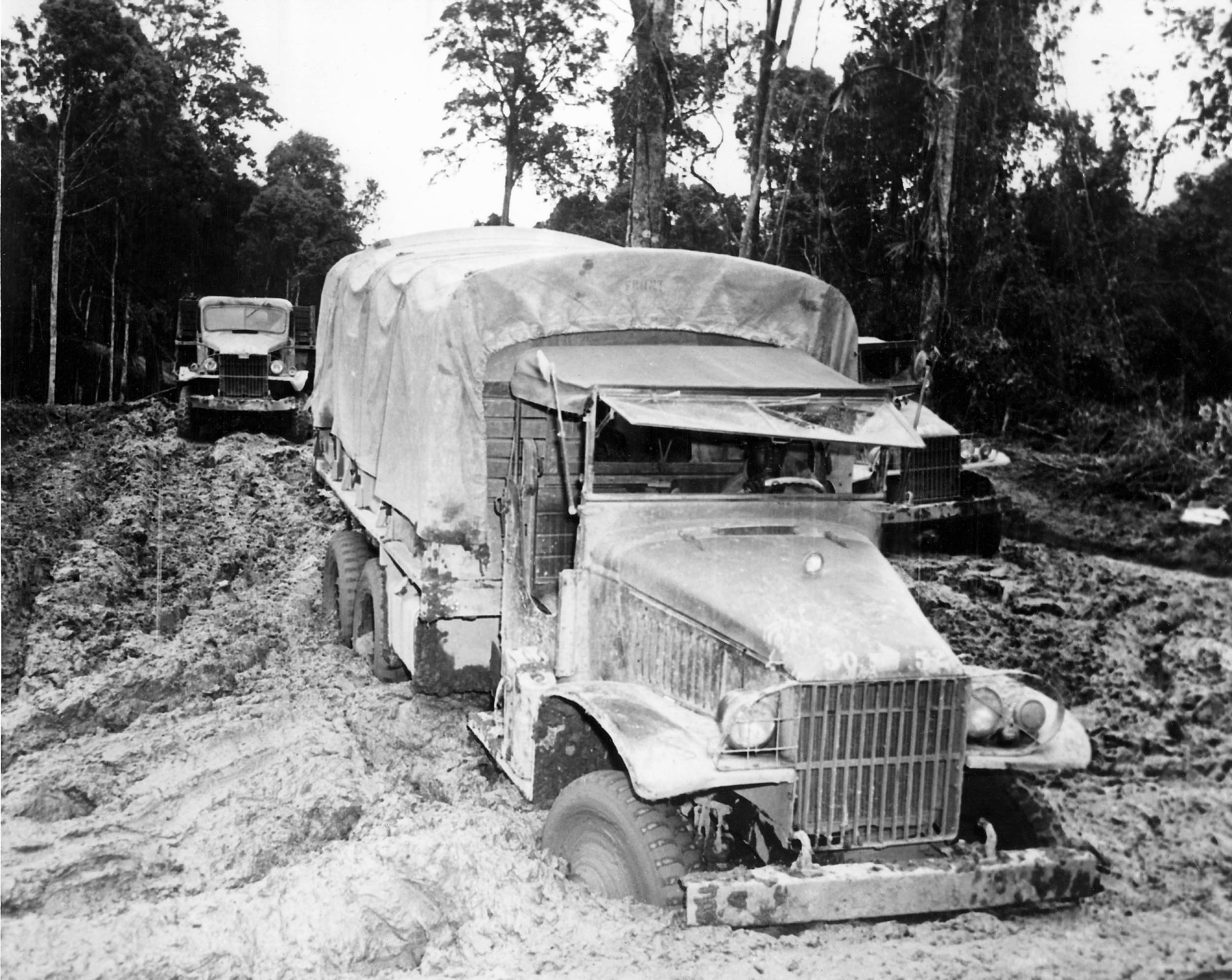